# Самчук Улас Олексійович
Ула́с Олексійович Самчу́к (7 (20) лютого 1905, Дермань — 9 липня 1987, Торонто) — видатний український письменник, журналіст і публіцист, редактор, лавреат УММАН, член уряду УНР у вигнанні, член ОУП «Слово». Засновник і редактор рівненської газети «Волинь». Голова МУРу. Входив до складу ОУН. Після розколу ОУН залишився на стороні Голови ПУН полку Андрія Мельника.
Відповідно до українського законодавства може бути зарахованим до борців за незалежність України у XX столітті.
Був заборонений до вивчення в курсі  української літератури в середній школі антиукраїнським режимом Януковича (тодішнім міністром освіти і зрадником України Дмитром Табачником).

## Життєпис
Улас Самчук народився 7 (20) лютого 1905 року в селі Дермань Дубенського повіту Волинської губернії (нині Рівненського району Рівненської області) в родині Олексія Антоновича та Настасії Улянівни Самчуків, — як на той час, заможних селян. По суті, світогляд майбутнього письменника формували як родина, так і довкілля:
|  | … Дермань для мене центр центрів на планеті. І не тільки тому, що десь там і колись там я народився… Але також тому, що це справді „село, неначе писанка“, з його древнім Троїцьким монастирем, Свято-Феодорівською учительською семінарією, садами, парками, гаями, яругами, пречудовими переказами та легендами. |

Улас Самчук

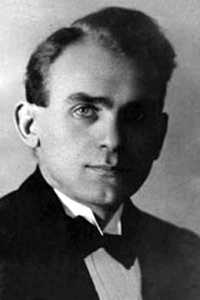
Улас Самчук у 1920-х роках

У 1913 році, коли Уласові Самчуку було вісім років, сім'я переїхала до села Тилявка Кременецького повіту. Але з Дерманем зв'язків не втрачав, у 1917—1920 роках навчався у чотирикласній вищопочатковій школі, що діяла при Дерманській Свято-Феодорівській учительській семінарії. У 1921—1925 роках — у Кременецькій українській мішаній приватній гімназії імені Івана Стешенка.
Перед самим закінченням гімназії Уласа Самчука призвали до польського війська (гарнізон міста Тарнова). 23 серпня 1927 року він дезертирував, після чого потрапив у веймарську Німеччину, де працював у місті Бойтені в одного господаря, розвозив по копальнях і гутах залізо.
Німецький період життя Уласа Самчука позначений тим, що, по-перше, завдяки Герману Блюме він, як вільний слухач, студіював у Бреславському університеті з 1927 року. Ґерманіна фон Лінґейсгайм (мати Германа) дала притулок «обідраному українцеві» у своїй оселі й навчала його німецької мови. Вдруге прийшов Герман Блюме на допомогу Уласові через 15 років: завдяки його клопотанневі нацисти 20 квітня 1942 року випустили письменника, заарештованого 20 березня того року, з Рівненської в'язниці. Герман Блюме в Рівному був начальником цивільної поліції райхскомісаріату Україна.
Від 1925 року почав друкувати оповідання у журналі «Духовна бесіда» у Варшаві, згодом у «Літературно-науковому віснику» та інших часописах (видані окремою збіркою «Віднайдений рай», 1936). Свої перші новели надіслав до «Літературно-наукового вісника» з Німеччини, там виникли задуми більших творів (зокрема романів). У спогадах «Мій Бреслав» Улас Самчук стверджує, що саме у цьому німецькому (тепер — польському) місті «в моєму всесвіті з'явилась туманність, з якої поволі вимальовувались контури майбутньої „Волині“».
1929 року переїхав до Чехословаччини, студіював в Українському вільному університеті у Празі. Жодного вищого навчального закладу закінчити не зміг. Добре володів німецькою, польською, чеською, російською, менше французькою мовами.

Зліва 1-й ряд: Орест Чемеринський, Олена Теліга, Улас Самчук. 2-й ряд: Михайло Михалевич, Омелян Коваль, Юрій Русов. Львів, літо 1941 р.

У Чехословаччині перебував із 1929 до 1941 років. Українська Прага 1920–1930-х жила бурхливим науковим та культурно-мистецьким життям. До безпосереднього оточення, яке творило «його Прагу», Улас Самчук відносив Олександра Олеся, Спиридона Черкасенка, Олексу Стефановича, Оксану Лятуринську, Олега Ольжича, Михайла Мухина, Миколу Бутовича, Роберта Лісовського, Степана Смаль-Стоцького, Дмитра Дорошенка, Миколу Ґалаґана, Леоніда й Надію Білецьких, Дмитра Антоновича, Сергія Шелухіна, Микиту Шаповала, Валентина та Лідію Садовських, Русових, Яковлевих, Мідних, Батинських, Слюсаренків, Щербаківських, Сімовичів, Лащенків, Горбачевського, Ольгерта Бочковського. У Празі Улас Самчук належав до Студентської академічної громади. «Нас було кілька сотень з загальної кількатисячної української колонії, ми були поколінням Крут, Базару, Листопада, Четвертого Універсалу, України Мілітанс». У 1937 році з ініціативи Євгена Коновальця було створено культурну референтуру Проводу українських націоналістів на чолі з Олегом Ольжичем. Центром її стала Прага, а однією з головних установ — Секція митців, письменників і журналістів, де головував Самчук.
1941 року у складі однієї з похідних груп ОУН-м повернувся на Волинь (до Рівного), де був редактором газети «Волинь» до 1943 року.
Із ним працював редактором Петлюра Олександр Васильович, видавництво в ті роки очолював Іван Тиктор, співпрацювала Олена Теліга. Упродовж 1944—1948 років жив у Німеччині, був одним із засновників і головою літературної організації МУР. Після переїзду до Канади (1948) започаткував ОУП «Слово» (1954).
Журнал "Современник" (Торонто) висунув Уласа Самчука на Нобелівську премію 1980 року.
Ім'я Уласа Самчука прижиттєво було відоме у країнах Європи та Америки. Як зазначала дослідниця творчості письменника Марія Білоус-Гарасевич, «вражає не те, що на українській землі народився цей винятково сильний творчий талант, а те, що він вижив, не зісох у „волинській тихій стороні“, в абсолютно безпросвітних обставинах».

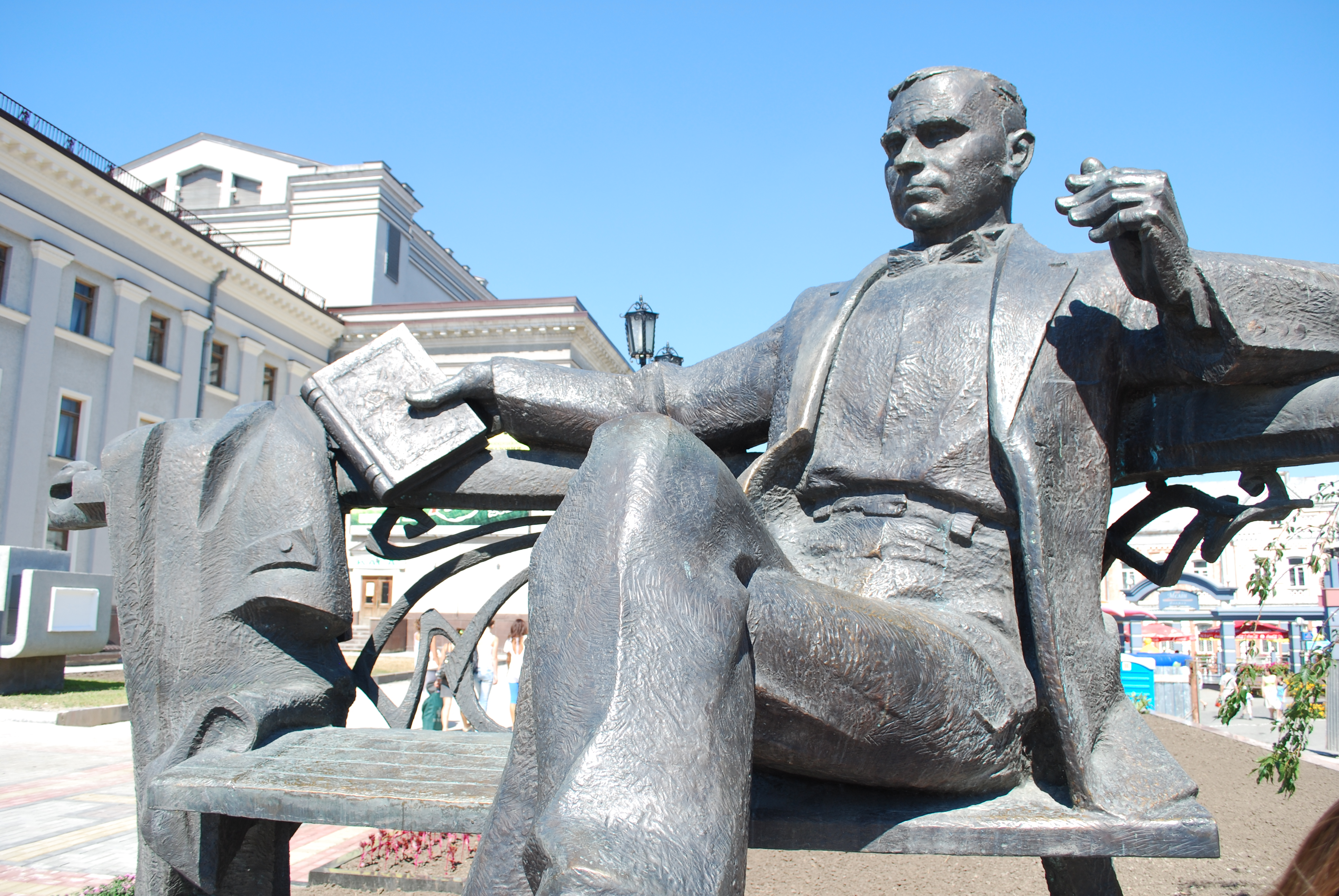
Пам'ятник Уласу Самчуку в місті Рівне

## Літературна творчість

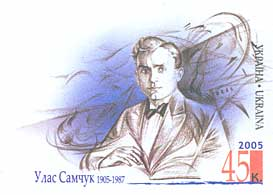
Марка України 2005 р.

У літературній творчості Самчук був літописцем змагань українського народу протягом сучасного йому півстоліття. Своє перше оповідання — «На старих стежках» — опублікував 1926-го у варшавському журналі «Наша бесіда», а з 1929 року став постійно співпрацювати з «Літературно-науковим вісником», «Дзвонами» (журнали виходили у Львові), «Самостійною думкою» (Чернівці), «Розбудовою нації» (Берлін), «Сурмою» (без сталого місця перебування редакції).
У найвидатнішому творі Самчука — трилогії «Волинь» (І–III, 1932—1937) виведений збірний образ української молодої людини кінця 1920-х — початку 1930-х років, що прагне знайти місце України у світі та шляхи її національно-культурного й державного становлення. Робота над першою і другою частинами тривала з 1929 по 1935, над третьою — з 1935 до 1937 року. Саме роман «Волинь» приніс 32-річному письменнику світову славу. Як стверджує дослідник творчості Уласа Самчука Степан Пінчук:
|  | У 30-х роках вживалися певні заходи щодо кандидування Уласа Самчука на Нобелівську премію за роман «Волинь» (як і Володимира Винниченка за «Сонячну машину»). Але, на жаль, їхніх імен немає серед Нобелівських лауреатів: твори письменників погромленого і пригнобленого народу виявились неконкурентноздатними не за мірою таланту, а через відсутність перекладів, відповідної реклами. |

Роман «Кулак» (1932) — «…про людину, яка стала успішною завдяки наполегливій праці, енергії та розуму… Це цілком європейський роман із притаманним тій добі психологізмом, ніцшеанством та фатальними жінками».
«Ви для мене не „Волинь“, а „Кулак“. Читала його два рази»,  — говорила авторові Олена Теліга (книга спогадів «На білому коні»).
У романі «Марія» (1934) відтворена голодова трагедія українського народу на центральних і східноукраїнських землях 1932—1933, у романі «Гори говорять» (1934) — боротьба гуцулів з угорцями на Закарпатті.
1941 року Улас Самчук написав статтю «Нарід чи чернь?», у якій він бажав показати співвітчизникам:
|  | …що рідна мова, це … ознака чіткості, якості і свідомості людської одиниці, що є приналежною до даної нації. Всі ж, що такого не розуміють, творять не народ, а чернь, якусь масу, щось невиразне, щось позбавлене справжнього виразу свідомого і зрілого народу. |

Фрагмент цього твору у формі переінакшеного плагіату було помічено у новорічній промові Президента України Володимира Зеленського до святкування 2020 року.

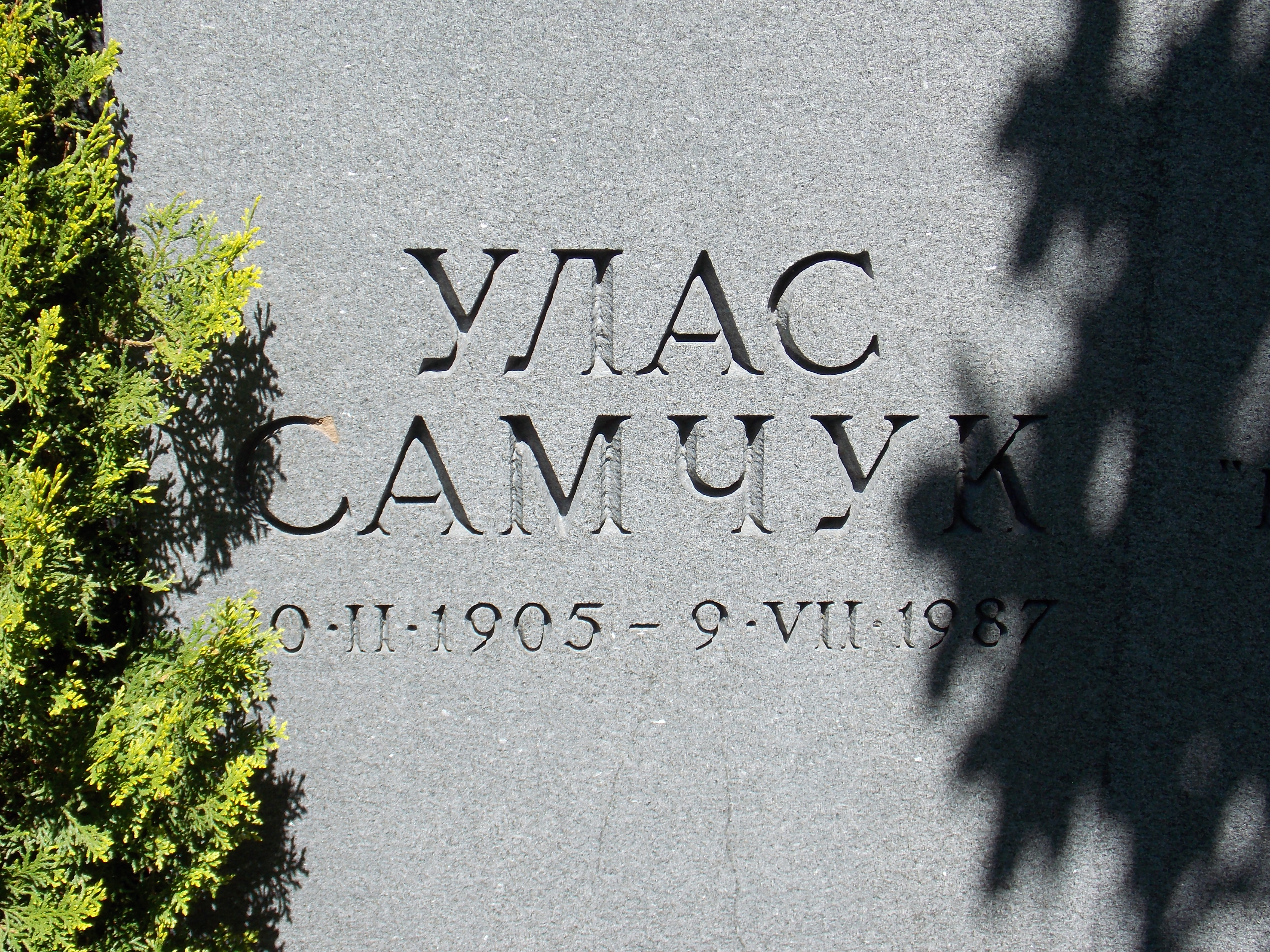
Могила Уласа Самчука на цвинтарі Св. Володимира, місто Оквілл, Канада

У повоєнний період творчості Самчука сюжетним продовженням «Волині» є його роман-хроніка «Юність Василя Шеремети» (І–ІІ, 1946—1947).
1947 року закінчив драму «Шумлять жорна».
У незакінченій трилогії «Ост»: «Морозів хутір» (1948) і «Темнота» (1957), зображена українська людина та її роль у незвичайних і трагічних умовах міжвоєнної та сучасної підрадянської дійсності.
Темами останніх книг Самчука є боротьба УПА на Волині (роман «Чого не гоїть огонь», 1959) і життя українських емігрантів у Канаді («На твердій землі», 1967). Переживанням Другої світової війни присвячені спогади «П'ять по дванадцятій» (1954) і «На білому коні» (1956).
Письменник помер у Торонто 9 липня 1987 р. Похований на Українському цвинтарі святого Володимира у місті Оквілл, Канада.

## Пам'ять

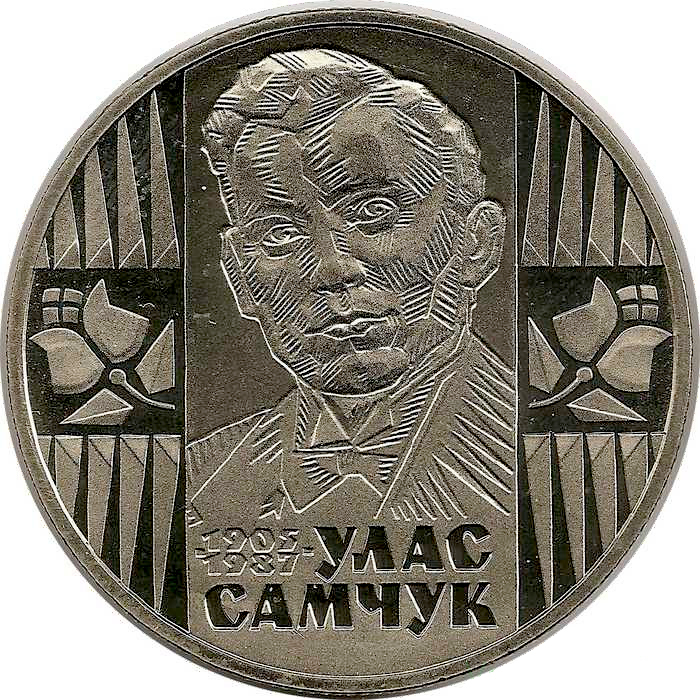
Ювілейна монета «Улас Самчук»

Книга Гаврила Чернихівського «Улас Самчук: сторінки біографії» (2005) у році є першим ґрунтовним дослідженням про «українського Гомера XX століття». Про Уласа Самчука Ігор Фарина написав повість «Пекуча чужина» (2005). 2018 року у серії «Ім'я на обкладинці» видавництва «Навчальна книга Богдан» вийшла книга Сергія Синюка «Улас Самчук: ескізи до творчого портрета».
Постановою № 184-VIII Верховної Ради України від 11 лютого 2015 року 110 років з дня народження відзначатиметься на державному рівні. 2015 рік з ініціативи Львівської обласної організації «Меморіал» імені Василя Стуса та Городоцької районної ради проголошений роком Уласа Самчука на Городоччині.
На честь нього, у національній скаутській організації України «Пласт», створений 33 курінь УПЮ імені Уласа Самчука.

### Критика
Данило Шумук писав: «Улас Самчук своїм пером повзає перед „фюрером“ райху».

### Музеї
- У жовтні 1993 року в селі Тилявка Шумського району Тернопільської області відкрито літературно-меморіальний музей письменника У. Самчука. У приміщенні колишньої учительської семінарії, де навчався У. Самчук (нині — Дерманський навчально-виховний комплекс «загальноосвітня школа І-го ступеня — гімназія»), 12 лютого 1995 року відкрито літературно-меморіальний музей Уласа Самчука. Згодом удостоєний звання народного. 2015 року це звання літературно-меморіальному музеєві Самчука було підтверджено.
- У м. Рівне діє Літературний музей Уласа Самчука.

### Вулиці
- Вулиці Уласа Самчука є в Луцьку, Білій Церкві, Рівному, Дубно, Мізочі, Крем'янці, Шумську, Тернополі.

### Пам'ятники та меморіальні таблиці
- У Луцьку в пам'ять про Уласа Самчука встановлено меморіальну таблицю.
- У Рівному є пам'ятник видатному письменнику-націоналісту.
- Також у Рівному є меморіальна таблиця в пам'ять про Олену Телігу та Уласа Самчука — редакторів газети «Волинь».
- Пам'ятник Уласу Самчуку є в Здолбунові.
- Погруддя Самчука відкрите 20 лютого 2005 року перед школою в Тилявці, в якій міститься меморіальний музей письменника.
- Меморіальна таблиця письменнику у місті Городок, відкрита у жовтні 2015 року на будинку, де свого часу в отця Епіфанія Роздольського мешкав Улас Самчук (колишній парохіяльний дім, нинішня адреса: вул. Стуса, 10)[12][13].

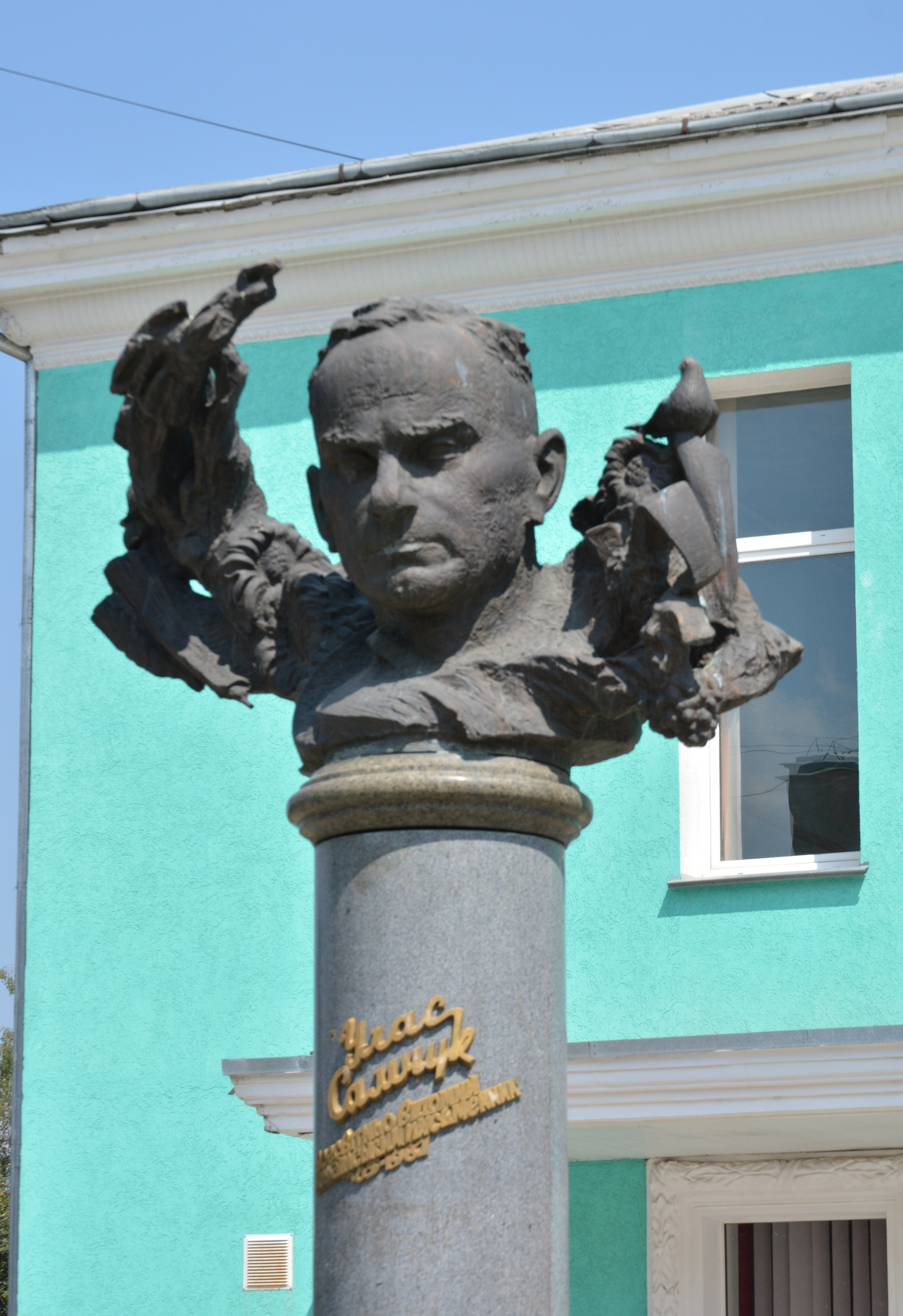
Пам'ятник Уласу Самчуку в Здолбунові
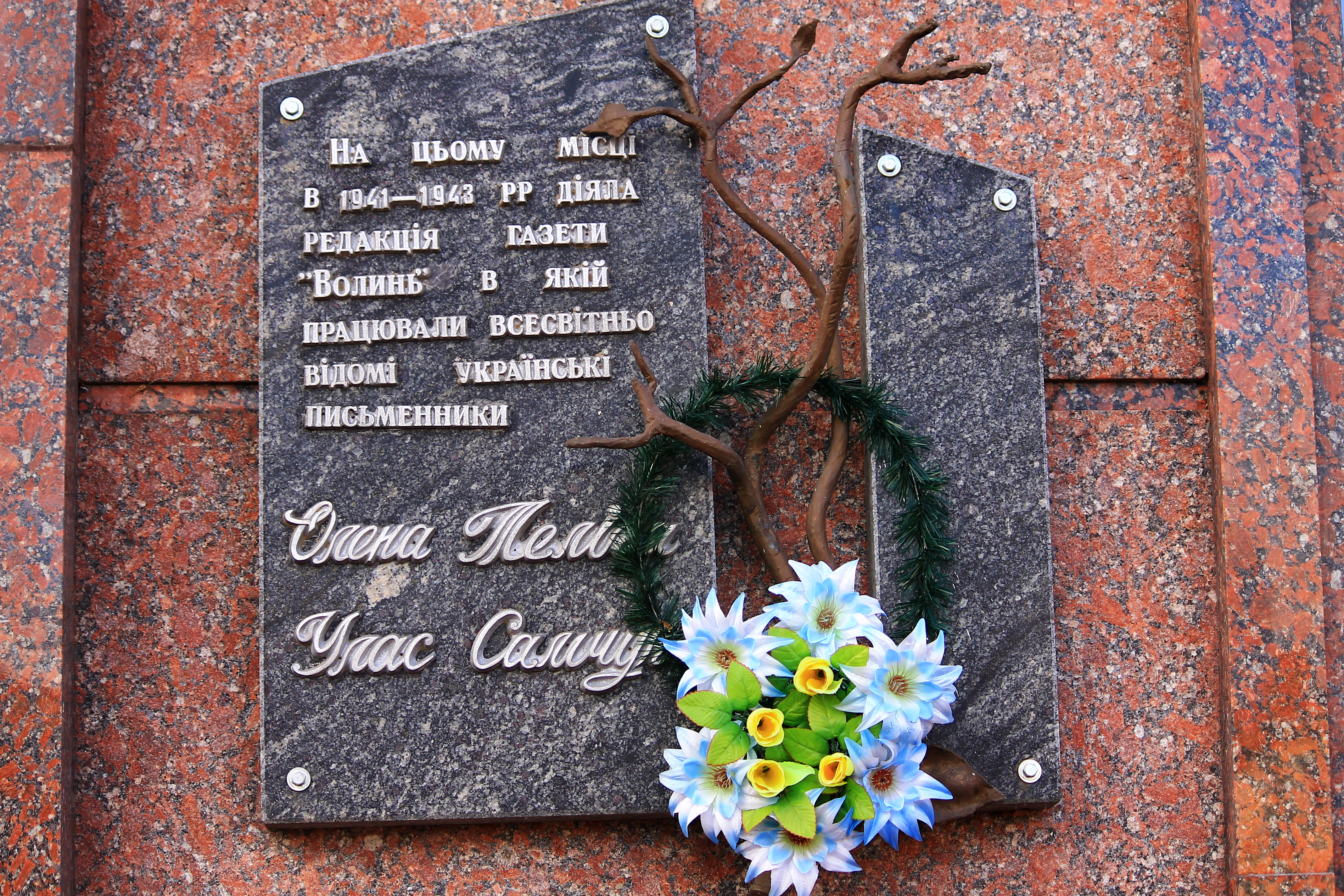
Меморіальна дошка Уласу Самчуку та Олені Телізі в м. Рівному
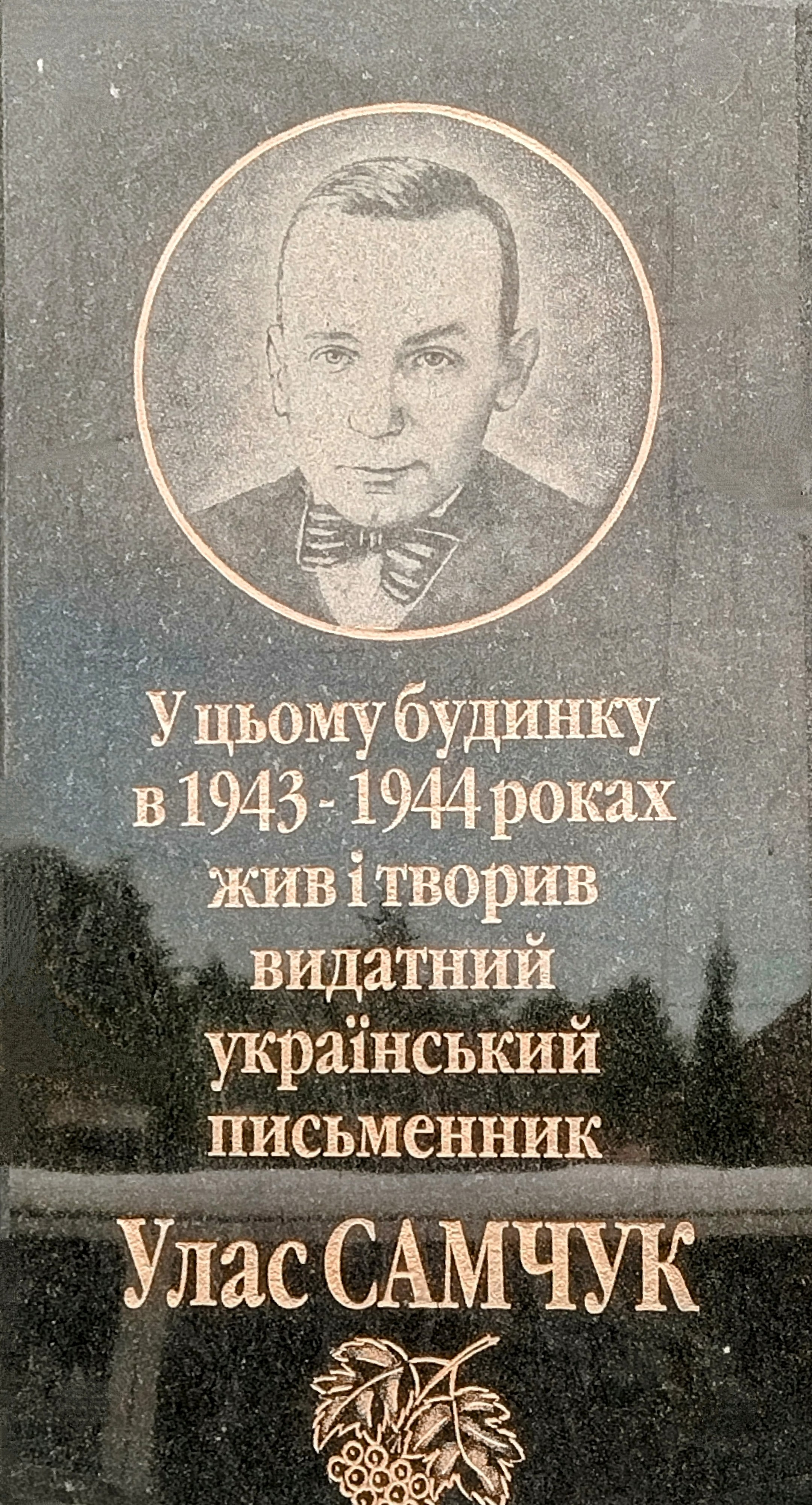
Меморіальна таблиця Уласу Самчуку у м. Городок (Львівська область)

## Твори
Автор романів «Кулак» (1932), «Марія» (1933), «Гори говорять!» (1934),«Юність Василя Шеремети» (1946—1947), трилогій «Волинь» («Куди тече річка» (1932), «Війна і революція» (1935), «Батько і син» (1937)) і «Ост» («Морозів хутір» (1948), «Сонце з Заходу», «Темнота»(1957), «Втеча від себе» (1982)), книг спогадів і репортажів «П'ять по дванадцятій» (1954), «На твердій землі» (1967), «На білому коні» (1956), «На коні вороному» (1979), «Плянета Ді-Пі» (1979), «Слідами піонерів» (1980), «Репортажі з Карпатської України».
2018 року стало відомо, що у Національному університеті «Острозька академія» планується видати повне зібрання творів Уласа Самчука. Саме Острозькій академії як провідному центру української духовності та патріотизму родина Соколиків — представники української діаспори у Канаді і єдині розпорядники спадщини Уласа Самчука — надала ексклюзивне право перевидавати твори прозаїка для широкого кола читачів в Україні. А 2019 року у видавництві «Фоліо» почали з'являтися перші томи зібрання творів. 2020 року було надруковано роман «Саботаж УВО» (1931), який раніше не друкувався, драми представлені в одній книзі: «Слухайте! Слухайте! Говорить Москва!» (1930), «Жертва пані Маї» [незакінч.] (1940), «Шумлять жорна» (1947), документальний твір «Слідами піонерів» (1979) 2022 року у двадцятитомнику творів, а роком пізніше окремим виданням, вийшов раніше неопублікований роман «На краю часу».
У 2025 році, обговорюючи книгу «Улас Самчук — воїн слова», до якої потрапили листи письменника й статті інших авторів, упорядник Віктор Мазаний зазначив, що з понад 1500 листів значну кількіть досі неопубліковано. Вони зберігаються в національному архіві.

### Оповідання
- На старих стежках. — у варшавському журналі «Наша бесіда», 1926.

### Романи

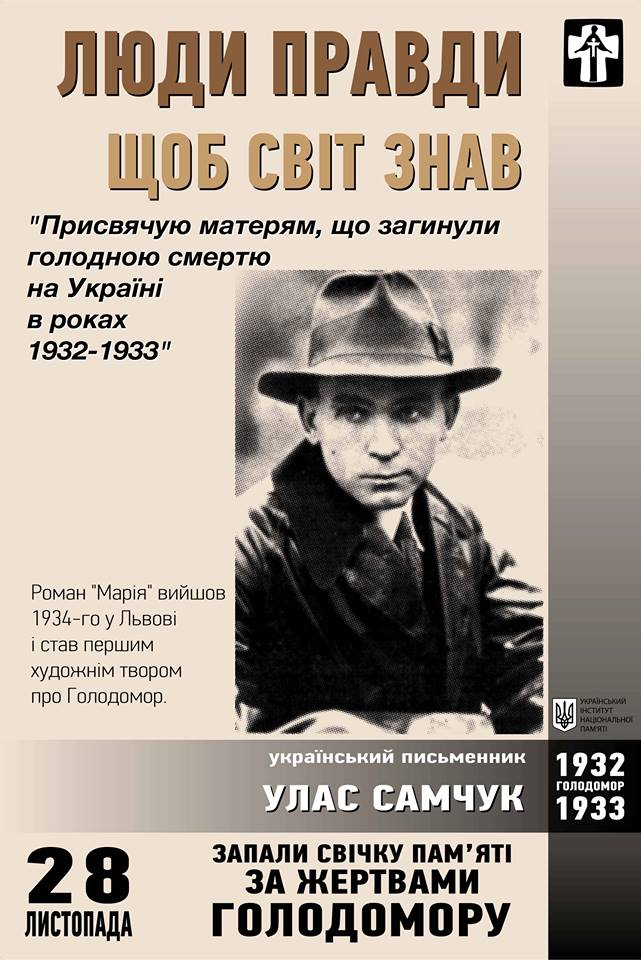
Плакат «Люди Правди»

- Волинь: роман у 3 частинах (перше видання 1932—1937; третє видання Торонто):
  - Волинь Ч. 1. Куди тече та річка?
  - Волинь Ч. 2 Війна і революція
  - Самчук У. Волинь: роман-хроніка у 3-ох частинах. Ч. 2 : Війна і революція / Улас Самчук. — Львів: Друк. «Бібльос», 1935. — 271 с.
  - Волинь Ч. 3 Батько і син
- Гори говорять. — Прага, 1933; Буенос-Айрес, 1952)
- Самчук У. Гори говорять!: роман: у 2 ч. / Улас Самчук. — Винипеґ, Манітоба: Накладом Нового Шляху, 1944. — 194 с.
- Марія. — Львів: Українська бібліотека, 1934. — 1-е вид.; Рівне: Волинь, 1941. — 2-е вид.; Буенос-Айрес: Видавництво Миколи Денисюка, 1952 — 3-е вид. — 281 с.
- Кулак: Роман у 2-х ч. — Чернівці: Бібліотека «Самостійної думки», 1937. — 279 с.
- Ост: роман у 3 томах: «Морозів хутір» (1948), «Темнота» (1957), «Втеча від себе» (1982):
  - Морозів хутір. — Реґенсбурґ: видання Михайла Борецького, 1948. — 584 с.
  - Темнота. — Нью-Йорк: Українська Вільна Академія Наук, 1957. — 495 с.
  - Втеча від себе. — Вінніпег: видання Товариства «Волинь», 1982. — 429 с.
- Юність Василя Шеремети. — Мюнхен: Прометей, 1947. — Т. 1. — 156 с.
- Юність Василя Шеремети. — Мюнхен: Прометей, 1947. — Т. 2. — 165 с.
- Чого не гоїть огонь. — Нью-Йорк: Вісник, 1959. — 288 с.
- На твердій землі. — Торонто: Укр. Кредитова Спілка Торонто, 1967. — 390 с.
- Слідами піонерів. — Джерсі Ситі — Нью-Йорк: Свобода, 1980. — 269 с.
- На краю часу. — Харків: Фоліо, 2023. — 416 с. ISBN 978-617-551-113-8

### Статті
- Нарід чи чернь? — 1941 // Часопис «Українське слово», ч. 53 (53) від 9 листопада 1941. Київ[22][23]
- Крути — 1942 // Часопис «Волинь», ч. 7 (35) від 25 січня 1942. Рівне[24][25][26]
- Про прозу взагалі і прозу зокрема (до проблем нашої літературної прози) // «Слово». Збірник українських письменників. ч. 2 — с. 198—207.

### Спогади, листи, нотатки
- П'ять по дванадцятій: записки на бігу. — Буенос-Айрес: Видавництво Миколи Денисюка, 1954. — 232 с.
- На білому коні. — Вінніпег: видання Товариства «Волинь», 1972. — 251 с.
- На коні вороному. — Вінніпег: видання Товариства «Волинь», 1975, 1990. — 360 с.
- Плянета Ді-Пі. — Вінніпег: видання Товариства «Волинь», 1979. — 355 с.
- Репортажі з Карпатської України. — Тернопіль: Навчальна книга — Богдан, 2019. — 256 с.

### Переклади іншими мовами
- (польською) Ułas Samczuk. Wołyń. Tłumaczenie: Tadeusz Hollender; przedm.: Ksawery Pruszyński. Warszawa: Towarzystwo Wydawnicze "Rój. 1938. 331 s.

- (польською, передрук wyd. 2) Ułas Samczuk. Wołyń. Tłumaczenie: Tadeusz Hollender. Biały Dunajec — Ostróg 2005, Wydawnictwo «Wołanie z Wołynia». 331 s. ISBN 8388863142

- (хорватською) Ulas Samčuk. Za zemlju.[27] Prevoditelj: Ivan Vanjčik, Stanko Gašparović. Zagreb: Izdanje Savremene biblioteke. 1941. 283 str.
- (французькою) Oulasse Samtchouk. Où va la rivière? Traduit de l'ukrainien: ?. Liége: Solédi, 1948. 334 p. Collection Bibliothèque Internationale N° 3.
- (французькою) Oulas Samtchouk. Mariya. Traduit de l'ukrainien: Л. Шульгин та Русана; préface de René Arcos. Paris : Éditions du Sablier. 1955. 152 p.
- (англійською) Ulas Samchuk. Maria: The Chronicle of a Life. Translated from Ukrainian by: Roma Z. Franko; editor: Paul Cipywnyk. Toronto: Language Lanterns Publications, 2011—247 стор. ISBN 9780987775009

### Сучасні перевидання
- Самчук У. Гори говорять. — К., 1996.
- Самчук У. Волинь: У 2 т. — К.: Дніпро, 1993. — Т. 1, 2.
- Самчук У. Дермань. Роман: У 2 ч. — Рівне: Волинські обереги, 2005. — 120 с.
- Самчук У. На білому коні. — Львів: Літопис Червоної Калини, 1999.
- Самчук У. На коні вороному. — Львів: Літопис Червоної Калини, 2000.
- Самчук У. Темнота. Роман. — Нью-Йорк, 1957. — 493 с.
- Самчук У. Чого не гоїть огонь. — К.: Укр. письменник, 1994.
- Самчук У. Юність Василя Шеремети: Роман. — Рівне: Волин. обереги, 2005. — 329 с.
- Самчук У. OST. Трилогія. — Тернопіль: Джура, 2005. — 452 с.
- Волинські дороги Уласа Самчука: Збірник. — Рівне: Азалія, 1993.
- Улас Самчук. Ювілейний збірник. До 90-річчя народження. — Рівне: Азалія, 1994.
- Марія: повість / Улас Самчук; післямова Ніни Бернадської. — 2-ге вид., стер. — К. : Знання, 2013. — 176 с.: іл. — (Класна література).
- Юність Василя Шеремети: роман / Улас Самчук. — К. : Знання, 2014. — 278 с. — (Класна література).

## Твори в інтернет-бібліотеках
- Самчук У. Волинь: роман-хроніка у 3-ох частинах. Ч. 2 : Війна і революція / Улас Самчук. — Львів: Друк. «Бібльос», 1935. — 271 с.
- Самчук У. Юність Василя Шеремети: роман / Улас Самчук. — Б. м.: Прометей, 1947. — 165 с. — (Бібліотека новітньої літератури).
- Самчук У. Гори говорять!: роман: у 2 ч. / Улас Самчук. — Винипеґ, Манітоба: Накладом Нового Шляху, 1944. — 194 с.
- Самчук У. Живі струни: бандура і бандуристи. Детройт: Капеля Бандуристів ім. Тараса Шевченка, 1976. 467 с.
- Митці Кричевські і Самчук: Київ, 2010. // Перевезена через скитання: розповідь про один музейний експонат / Інна Нагорна, 2010. — С. 11-17 ; ред. Є. Шморгун: Рівне (РОУНБ).